# Meena
Meena ist ein weiblicher Vorname und Familienname.

## Herkunft und Bedeutung
Indien, Fisch, Edelstein

## Namensträger

### Vorname
- Meena Cryle (* 1977), österreichische Sängerin
- Meena Kandasamy (* 1984), indische Schriftstellerin
- Meena Keshwar Kamal, afghanische Frauenrechtlerin
- Meena Kumari, indische Schauspielerin
- Meena Shah, indische Badmintonspielerin

### Familienname
- P. Rosy Meena (* 1997), indische Stabhochspringerin
- Shyam Lal Meena (* 1965), indischer Bogenschütze